# Зармерсбах
Зармерсбах (нем. Sarmersbach) — община в Германии, в земле Рейнланд-Пфальц. 
Входит в состав района Вульканайфель. Подчиняется управлению Даун.  Население составляет 191 человек (на 31 декабря 2010 года). Занимает площадь 5,19 км².